# Deconica coprophila
Deconica coprophila es una especie de hongos de la familia Strophariaceae.  Fue descrito como Agaricus coprophilus por Jean Baptiste François Pierre Bulliard en 1793,  Paul Kummer lo transfirió en 1871 al género Psilocybe. A fines de la década del 2000, varios estudios filogenéticos moleculares indicaron que Psilocybe es poligenético, y las especies  no-alucinogénicas fueron transferidas a  Deconica.